# Sáng tạo doanh
Sáng tạo doanh (tiếng Trung: 创造营; bính âm: Chuàngzào Yíng), được biết đến với tên chính thức là Chuang (tiếng Trung: 创; bính âm: Chuàng; n.đ. 'Sản xuất'  hoặc 'Sáng tạo'), là một chương trình truyền hình thực tế về âm nhạc thần tượng và tìm kiếm tài năng do tập đoàn giải trí Trung Quốc Tencent sáng tạo, dựa trên chương trình Produce 101 của Hàn Quốc. Đây là phiên bản spin-off được công nhận chính thức của chương trình gốc Produce 101 của Hàn Quốc và CJ E&M được liệt kê là một trong những công ty sản xuất cho mỗi mùa của Chuang. Ngược lại, chương trình truyền hình thực tế cạnh tranh sống còn của iQiYi là Idol Producer, có định dạng chương trình gần như giống hệt, chưa từng được CJ E&M chính thức công nhận và dẫn đến những cáo buộc của CJ E&M lên iQiYi về đạo nhái và vi phạm bản quyền.
Năm 2021, sau vụ bê bối lãng phí sữa vào tháng 5, khi một đoạn video được lan truyền ghi lại cảnh một số người hâm mộ đổ sữa xuống cống từ những hộp sữa mua được để ủng hộ các thực tập sinh trong mùa thứ ba của chương trình Thanh xuân có bạn của iQiYi, và các báo cáo về việc người hâm mộ ca sĩ Ngô Diệc Phàm lên kế hoạch giải cứu anh khỏi lệnh bắt giữ sau khi anh bị bắt vì cáo buộc hiếp dâm vào tháng 7, chính phủ Trung Quốc đã ban hành lệnh cấm sản xuất và phát sóng các chương trình tìm kiếm thần tượng trong nước vào tháng 9, nhằm kiểm soát hành vi của cộng đồng người hâm mộ thần tượng có thể đi ngược lại các giá trị xã hội ở Trung Quốc. Điều này cũng đánh dấu sự kết thúc của loạt chương trình Sáng tạo doanh.
Trong nỗ lực nhằm thoát lệnh cấm, Tencent đã tiến hành các động thái để đưa nhượng quyền Chuang ra khỏi lãnh thổ Trung Quốc. Điều này đã trở thành hiện thực vào năm 2023 với sự khởi đầu của loạt chương trình Chuang Asia (Sáng tạo doanh châu Á), cùng kế hoạch sản xuất chương trình ở các quốc gia châu Á khác nhau mỗi năm. Mùa đầu tiên của Sáng tạo doanh châu Á được ghi hình tại Thái Lan vào cuối năm 2023 và phát sóng chính thức vào đầu năm 2024.

## Các phiên bản

### Phiên bản gốc
- Sáng tạo 101 (2018), có sự tham gia của các thực tập sinh nữ.
- Sáng tạo doanh 2019 (2019), còn được gọi là Chuang 2019, có sự tham gia của các thực tập sinh nam.
- Sáng tạo doanh 2020 (2020), còn được gọi là Chuang 2020, có sự tham gia của các thực tập sinh nữ.
- Sáng tạo doanh 2021 (2021), còn được gọi là Chuang 2021, có sự tham gia của các thực tập sinh nam.

### Phiên bảnChuang Asia
- Sáng tạo doanh châu Á 2024 (2024), còn được gọi là Chuang Asia: Thailand, có sự tham gia của các thực tập sinh nữ.
- Sáng tạo doanh châu Á 2025 (2025), còn được gọi là Chuang Asia: Season 2, có sự tham gia của các thực tập sinh nam.[6]